# Číše
Číše (latinsky poculum nebo calanthus, německy der Becher, der Trinkbecher), zdrobněle číška je nádoba na nápoje užívaná k pití, skleněná, kovová, keramická či z jiného materiálu, zpravidla štíhlého kónického nebo válcového tvaru. Na rozdíl od poháru nemá nohu (tj. patku ani dřík). 
Jde o pojem užšího významu než sklenice, která může být zásobnicí. 
Od poloviny 20. století vlivem splývání spisovného a hovorového jazyka začalo splývat pojmenování nádob různých tvarů s nohami i bez nich.